# ミフクラギ属
ミフクラギ属（学名: Cerbera）とは、キョウチクトウ科の属の一つである。毒性の強さで知られるキョウチクトウ科の他属と同様に、動物にとって致命的な毒性を発揮する種が複数見られる。

## 特徴
高さ6-16メートルの常緑低木あるいは常緑高木で、花は高盆形で先が5裂し、果実は核果となり、種子は繊維質で覆われている。

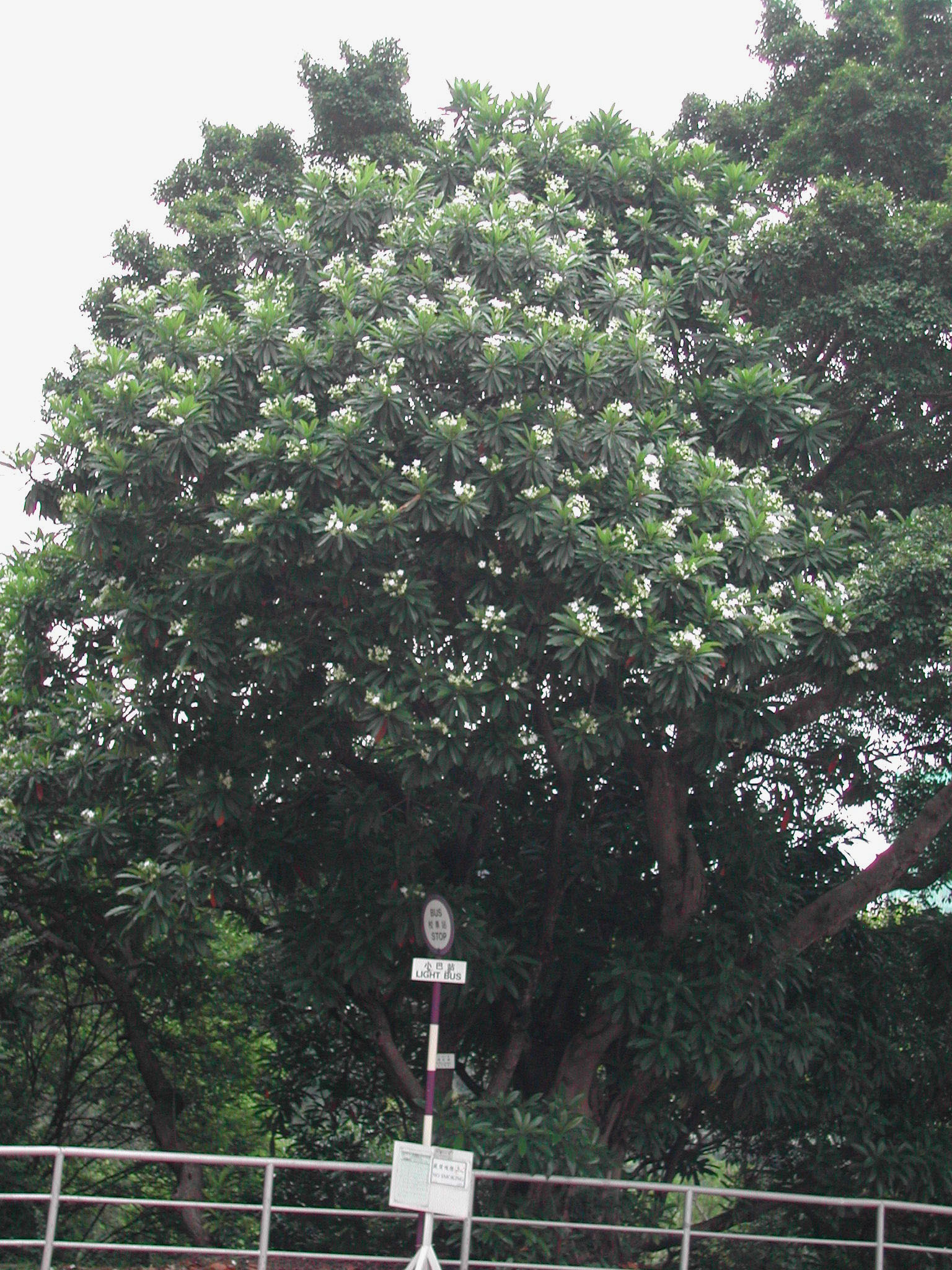
ミフクラギ（Cerbera manghas）の全体（香港、沙田区）
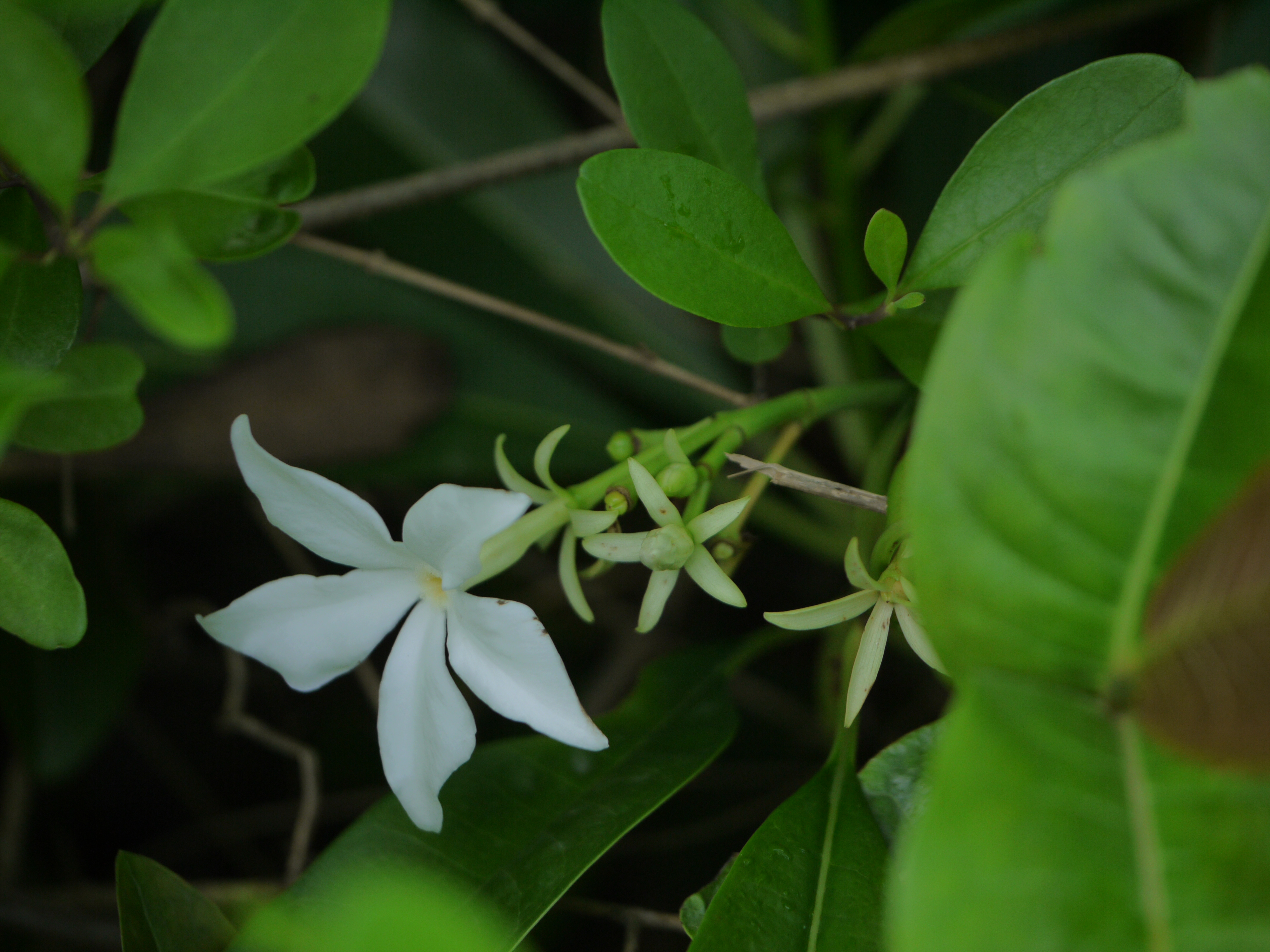
オオミフクラギ（C. odollam）の花
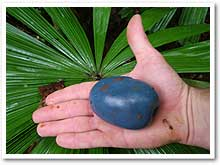
コバナミフクラギ (C. Floribunda) の果実
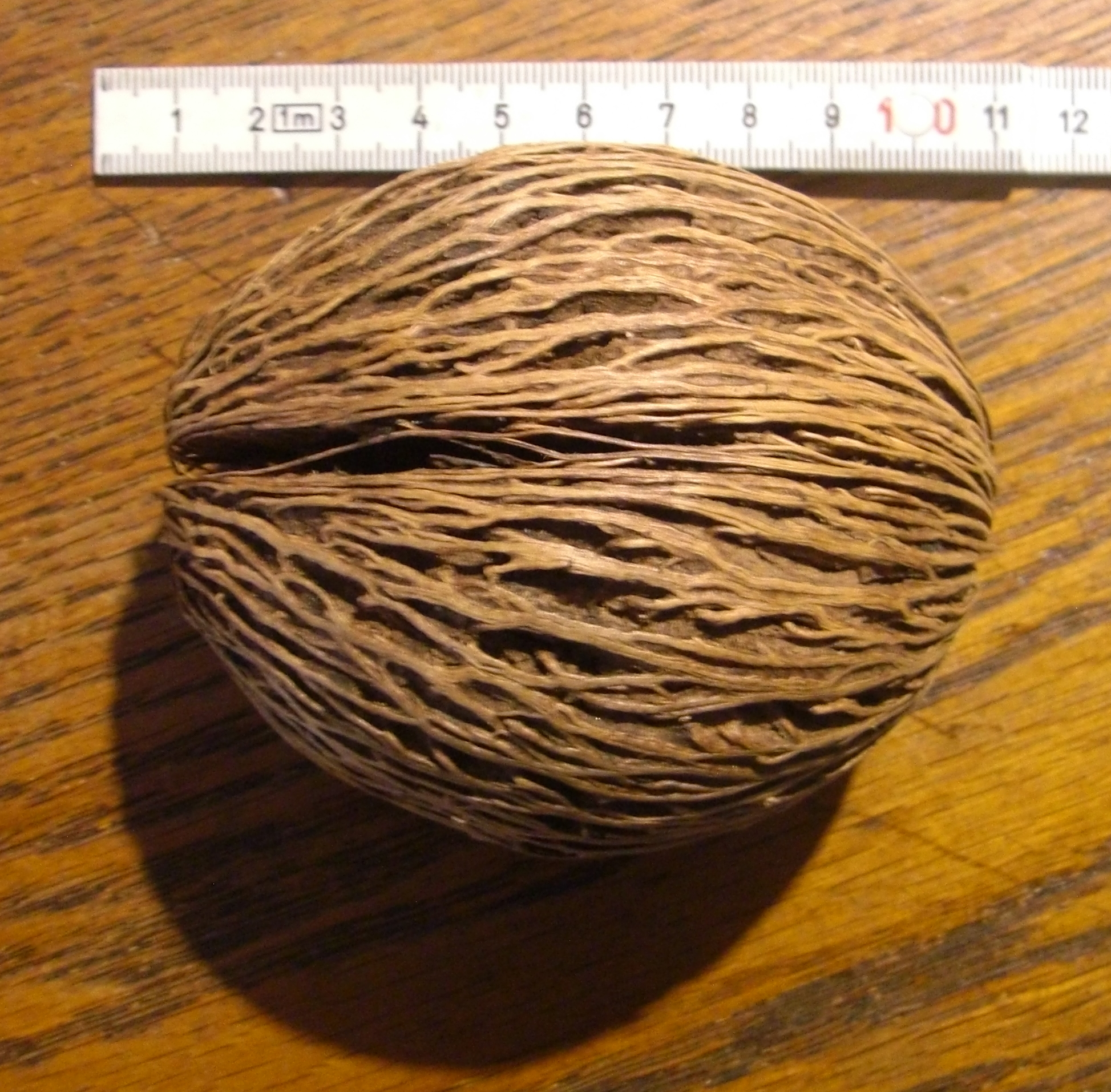
オオミフクラギの種子

## 種
The Plant List (2013) と Hassler (2018) により共通して認められているのは以下の6種である。Hassler (2018) はさらに1変種と1品種を認めている。分布情報は Hassler (2018) によるが、日本にはミフクラギが琉球諸島に見られるのみである。
- Cerbera dumicola P.I.Forst.; オーストラリアに分布
- Cerbera floribunda K.Schum.; インドネシア、パプアニューギニア、ソロモン諸島、パラオに分布 - 和名: コバナミフクラギ[2]
- Cerbera inflata S.T.Blake; オーストラリア、パプアニューギニアに分布
- Cerbera laeta Leeuwenb.; パプアニューギニアに分布
- Cerbera manghas L.; タンザニアおよびその沖合の島嶼部、バングラデシュ、東南アジア、東アジア、パプアニューギニア、オセアニアに分布 - 和名: ミフクラギ[1]（別名: オキナワキョウチクトウ[1][2]、アマミキョウチクトウ[2]）
  - C. manghas f. luteola Boiteau; ニューカレドニアに分布
  - C. manghas var. acutisperma Boiteau; ニューカレドニアに分布
- Cerbera odollam Gaertn.; 南アジア、東南アジア、オセアニアに分布 - 和名: オオミフクラギ[1]（別名: マリアナミフクラギ[2]）

## 利用
オオミフクラギ（C. odollam）は英語名を suicide tree〈自殺の木〉というほど毒性が強い。本属の毒成分は全株、とりわけ種子に含まれるケルベリン（cerberin）などのアルカロイド配糖体で、誤食した場合は吐き気、嘔吐、下痢、麻痺などを起こし、重篤な場合心拍が不安定となり、呼吸困難に陥って死に至る。ミフクラギ（C. manghas; 英: sea mango〈海のマンゴー〉）の種子毒はかつて毒流し漁や殺鼠剤に用いられていた。本属の種子はこのように有毒であるが、乾燥したものが室内装飾に利用されることもある。
ただし、本属植物果実の毒による中毒をおこさない生物も存在する。それはヒクイドリ属の鳥であり、彼らはコバナミフクラギ（C. floribunda）の実を好んで食べ、一方消化されずに排泄されたコバナミフクラギの種子は萌芽するという共生関係が見られる。

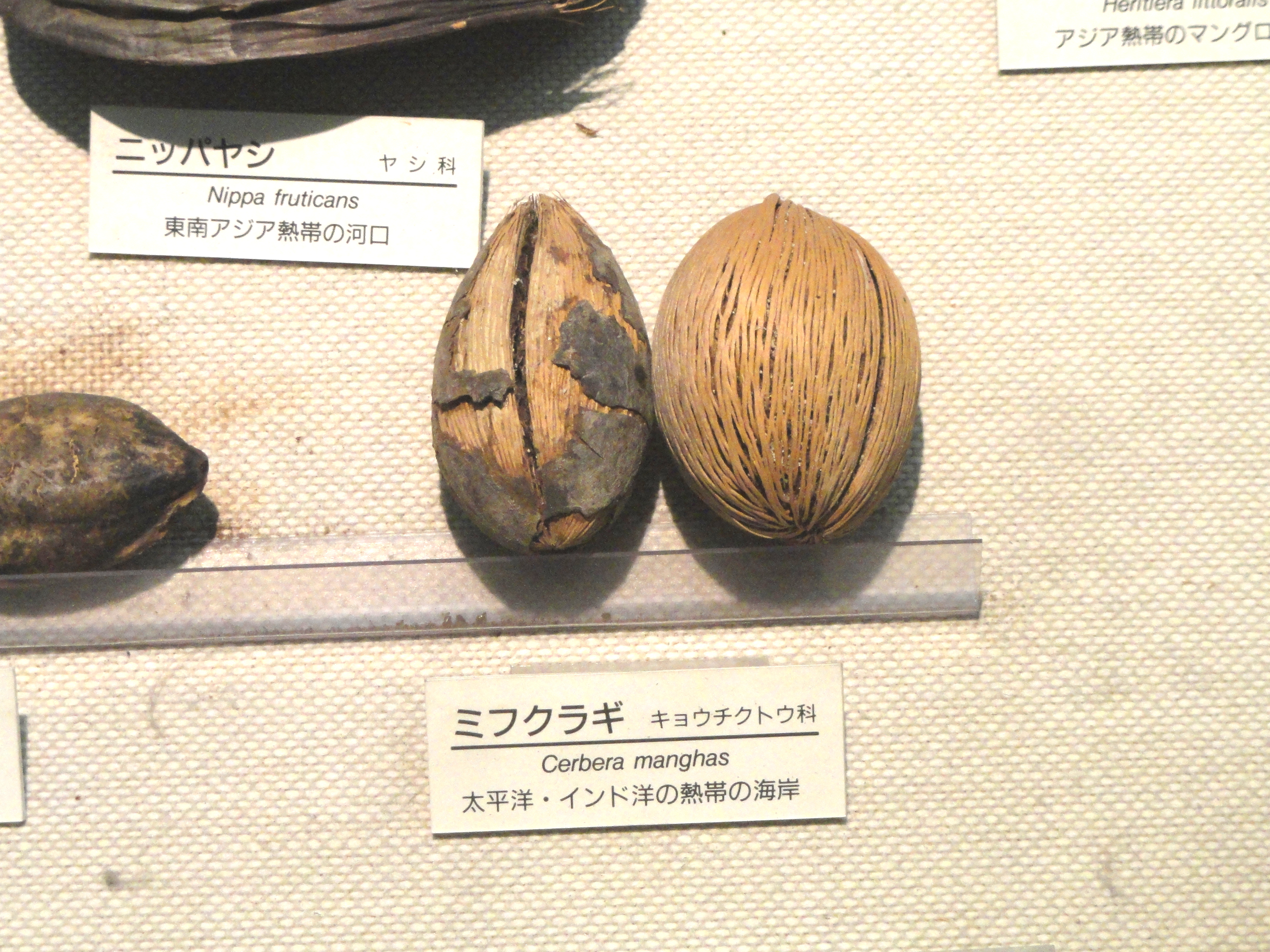
ミフクラギの種子（大阪市立自然史博物館）
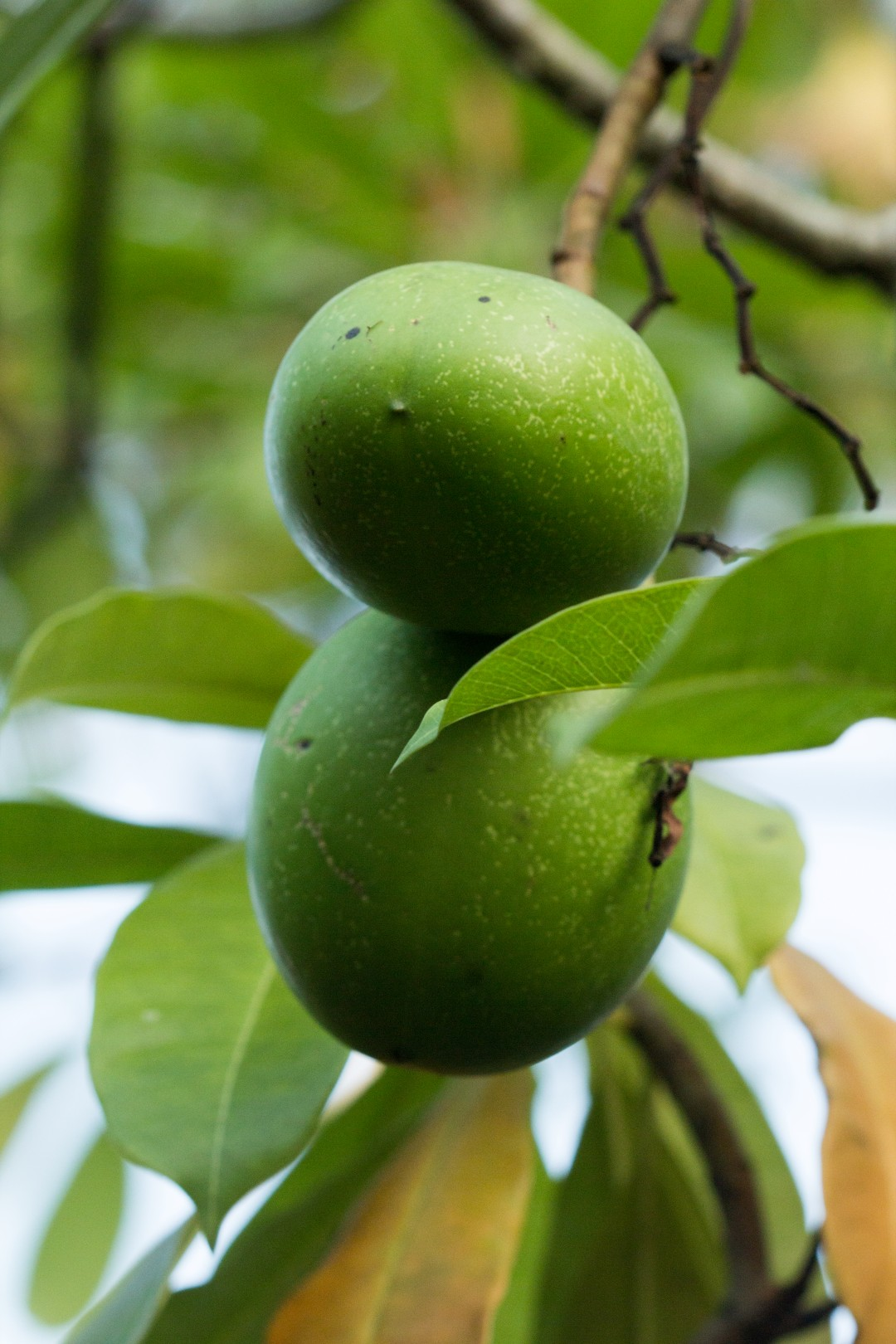
オオミフクラギの果実